# The Strays
The Strays és una pel·lícula de thriller de terror britànica escrita i dirigida per Nathaniel Martello-White, en el seu debut com a director. Ha estat subtitulada al català.

## Repartiment
- Ashley Madekwe com a Neve[2]
- Bukky Bakray com a Abigail[2]
- Jorden Myrie com a Marvin[2]
- Samuel Small com a Sebastian[2]
- Maria Almeida com a Mary[2]
- Justin Salinger com a Ian[2]

## Producció
La pel·lícula està produïda per Valentina Brazzini, Tristan Goligher i Rob Watson. Emilie Levienaise-Farrouch va compondre la banda sonora.
El rodatge va tenir lloc entre setembre i novembre de 2021, als comtats de Londres, Suffolk i Berkshire.

## Crítica
Al lloc web de l'agregador de ressenyes Rotten Tomatoes, la pel·lícula té una puntuació d'aprovació del 83% basada en 6 ressenyes i una puntuació mitjana de 6,4/10.